# Fábio Camilo de Brito
Fábio Camilo de Brito (født 6. juni 1975) er en tidligere brasiliansk fodboldspiller.